# Виноградов Володимир Михайлович
Володимир Михайлович Виноградов (2 серпня 1921, Вінниця — 21 червня 1997, Москва) — радянський дипломат, державний діяч. Кандидат у члени ЦК КПРС (9 квітня 1971 — 24 лютого 1976 року).

## Освіта
- 1944 рік — Російський хіміко-технологічний університет імені Д. І. Менделєєва.
- 1948 рік — Всеросійська академія зовнішньої торгівлі.

## Біографія
- 1939—1943 — перебував на військовій службі в РСЧА. Член ВКП (б) з 1942 року.
- 1948—1950 — начальник Відділу торгового представництва СРСР у Великій Британії.
- 1950—1952 — заступник торгового представника СРСР у Великій Британії.
- 1952—1956 — заступник начальника Управління торгівлі із західними країнами Міністерства зовнішньої торгівлі СРСР.
- 1956—1962 — начальник Управління торгівлі із західними країнами Міністерства зовнішньої торгівлі СРСР.
- 16 липня 1962 — 3 квітня 1967 — Надзвичайний і Повноважний Посол СРСР в Японії.
- 1967—1970 — заступник міністра закордонних справ СРСР.
- 9 жовтня 1970 — 4 квітня 1974 — Надзвичайний і повноважний посол СРСР в Об'єднаній Арабській Республіці — Єгипті.
- 1974—1977 — Посол з особливих доручень МЗС СРСР.
- 29 січня 1977 — 2 липня 1982 — Надзвичайний і повноважний посол СРСР в Ірані.
- 28 травня 1982 — 15 червня 1990 — Міністр закордонних справ РРФСР.[1] (Наступник — Козирев Андрій Володимирович.) З 15 червня 1990 року після складання російським урядом своїх повноважень перед Верховною Радою РСФСР нового складу Виноградов виконував обов'язки міністра[2].
- 1982—1987 — член колегії МЗС СРСР.
- 1987—1988 — голова правління товариства дружби «СРСР-АРЄ».
- 1988—1992 — перший заступник голови центрального правління товариства «СРСР-Фінляндія».
- З 1990 року — на викладацькій роботі в МДІМВ.
- З 1992 року — голова Комітету громадських організацій зі сприяння близькосхідному врегулюванню.

Був першим головою Ради Асоціації дипломатичних працівників.
Похований на Ваганьковському кладовищі в Москві.

## Дипломатичний ранг
- Надзвичайний і Повноважний Посол

## Нагороді
- Орден Леніна (31.12.1966)
- Орден Жовтневої Революції (31.07.1981)
- 2 ордени Дружби народів (1958; …)
- 2 ордени Дружби народів (1974; 27.12.1977)
- медалі

## Використана література
- Кто есть кто в России и в ближнем зарубежье: Справочник. — М: Издательский дом «Новое время», «Всё для Вас», 1993. ISBN 5-86564-033-X